# Sony Ericsson K770i

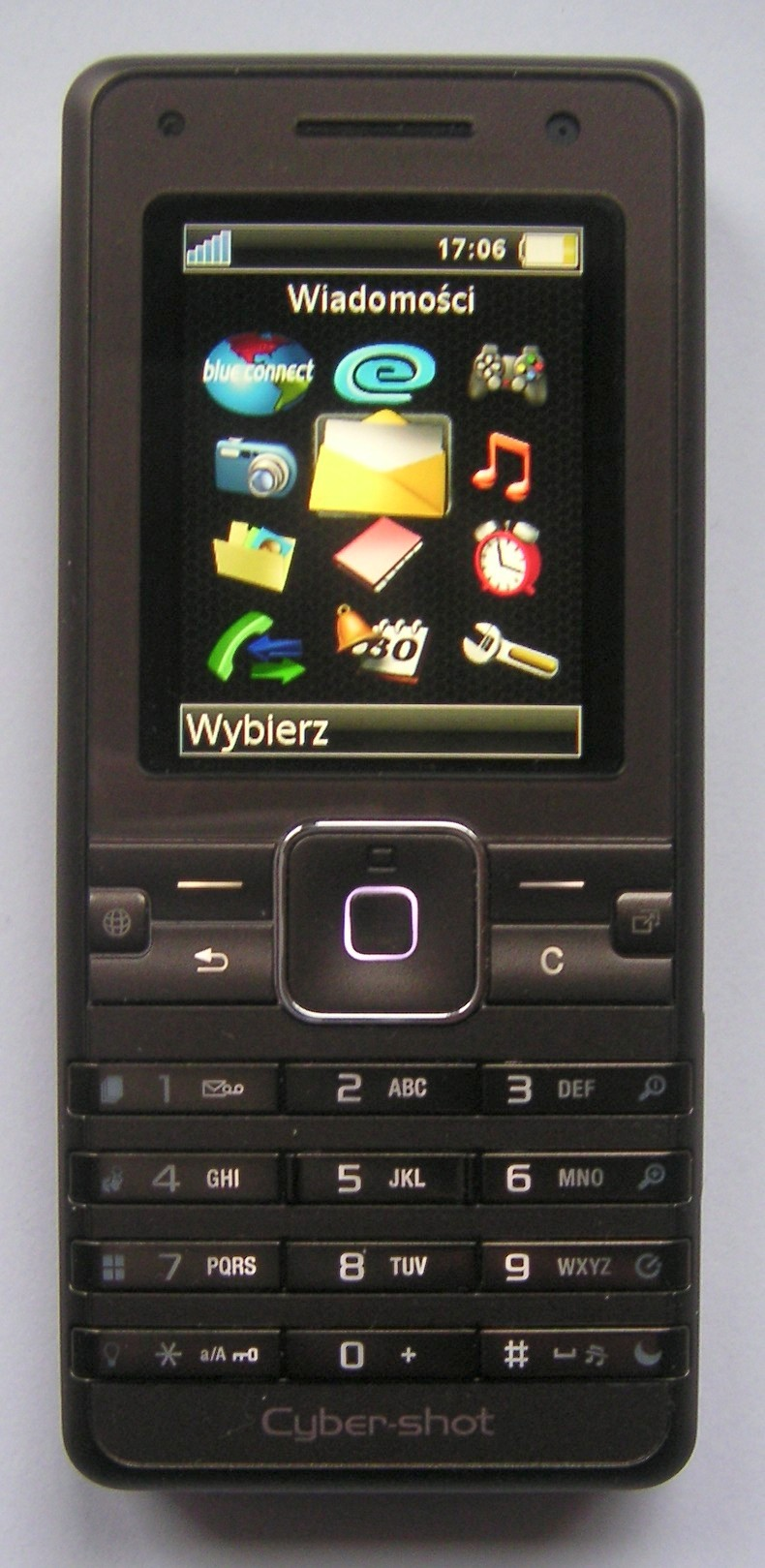
Sony Ericsson K770i.

Sony Ericsson K770i är en mobiltelefon med 3,2 megapixels kamera, Bluetooth och MP3-spelare. I Sverige var modellen exklusiv till operatören Tre.

## Specifikationer
- 3,2 Megapixels kamera
- Digital zoom - 3x
- Autofokus
- Videoinspelning
- PlayNow
- TrackID
- RSS-information
- Radio
- E-post
- Textigenkänning
- Ljudinspelare
- Textmeddelanden (SMS)
- Bildmeddelanden (MMS)
- Flygplansläge